# Louis Étienne Marchand
Louis Étienne Marchand est un homme politique français né et décédé à une date inconnue.
Juge de paix du Canton de Marolles-les-Braults et membre du directoire du département, il est député de Loir-et-Cher de 1791 à 1792.

## Sources
- « Louis Étienne Marchand », dans Adolphe Robert et Gaston Cougny, Dictionnaire des parlementaires français, Edgar Bourloton, 1889-1891 [détail de l’édition]